# Оргтруд
Оргтру́д — упразднённый посёлок (1927 по 2003 годы — рабочий посёлок) в Камешковском районе Владимирской области. В 2004 году включен в состав города Владимира и исключен из учётных данных.

## География
Расположен на левом берегу реки Клязьма, в 11 км к северо-востоку от Владимира в 2 км от железнодорожной платформы Лемешки на линии Владимир — Ковров.

## История
Основан в 1871 году как посёлок при бумаго-ткацкой фабрики товарищества Лемешенской мануфактуры Андрея Никитина. По переписи 1897 года население посёлка составляло 1258 чел.
С 1927 года рабочий посёлок Оргтруд в составе Владимирского района. С 1965 года в Камешковском районе Владимирской области. В 2003 году преобразован в сельский населённый пункт.

## Население
| 1923  | 1926  | 1939  | 1959  | 1970  | 1979  | 1989  |
| ----- | ----- | ----- | ----- | ----- | ----- | ----- |
| 1727  | ↗2483 | ↗4046 | ↗5033 | ↘4985 | ↗5497 | ↘5245 |
| 2002  |       |       |       |       |       |       |
| ↘4496 |       |       |       |       |       |       |

## Экономика
В посёлке —ткацкая фабрика «Организованный труд» (основана в 1881 году).